# عبد الرحمن بن أبي نعم
عبد الرحمن بن أبي نعم البجلي، أبو الحكم الكوفي، تابعي وأحد رواة الحديث النبوي، كان كثير الصيام، حتى قيل أنه كان يبقى خمسة عشر يوما لا يأكل. ذكره ابن سعد في الطبقة الثانية من محدثي أهل الكوفة.

## سيرته
كان عبد الرحمن بن أبي نعم كثير العبادة كثير الصيام، حتى قيل أنه كان يفطر في الشهر مرتين، وكان إذا قيل له كيف حالك يا أبا الحكم قال: 《إن نكن أبرار فكرام أتقياء، وإن نكن فجار فلئام أشقياء》.
دخل يوما على الحجاج وقد أسرف في القتل فقال له: يا حجاج لا تسرف في القتل إنه كان منصورا، فقال له الحجاج: والله لقد هممت أن أروي الأرض من دمك، فقال: يا حجاج ما في بطنها، أكثر مما على ظهرها. وذُكر أنه أخذه ليقتله، فحبسه في بيت مظلم خمسة عشر يوما ، ثم أمر أن يُخرج ويدفن، ففتحوا الباب فوجدوه قائم يصلي، فقال له الحجاج: سر حيث شئت.

## روايته للحديث النبوي
روى عن: رافع بن خديج، وسفينة مولى أم سلمة، وعبد الله بن عمر بن الخطاب، والمغيرة بن شعبة، وأبي سعيد الخدري، وأبي هريرة.
روى عنه: إبراهيم بن أبي عطاء، وبكير بن عامر، وابنه الحكم بن عبد الرحمن بن أبي نعم، وزرارة بن أوفى، وزياد بن فياض، وسعيد بن مسروق الثوري، وسليمان بن أبي المغيرة الكوفي، وصالح بن صالح بن حي الهمداني، وعمارة بن القعقاع بن شبرمة الضبي، وفضيل بن غزوان الضبي، وفضيل بن مرزوق، وقتادة بن دعامة، وكثير بن زاذان، ومحمد بن عبد الله بن أبي يعقوب الضبي، ومغيرة بن مقسم الضبي، وهشام بن عائذ بن نصيب الأسدي، ويزيد بن أبي زياد، ويزيد بن مردانبه الكوفي.

## أقوال العلماء فيه
- ذكره ابن حبان في ثقاته.
- وقال ابن سعد في طبقاته: كان ثقة وله أحاديث.
- وقال الذهبي في ميزان الاعتدال: كوفي تابعي مشهور، وكان من الأولياء الثقات.[8]
- وقال النسائي: ثقة.[9]
- وقال ابن حجر العسقلاني: صدوق عابد.[10]